# Orsa erythrospila
Orsa erythrospila är en fjärilsart som beskrevs av Walker 1865. Orsa erythrospila ingår i släktet Orsa och familjen nattflyn. Inga underarter finns listade i Catalogue of Life.